# CD Trasandino
Club Deportes Trasandino S.A. – chilijski klub piłkarski z siedzibą w mieście Los Andes.

## Osiągnięcia
- Druga liga (Primera B): wicemistrz 1963
- Druga liga (Primera B): Mistrz 1985
- Czwarta liga (Cuarta División): Mistrz 1992

## Historia
Klub El Trasandino został założony 1 kwietnia 1906, w 1985 zmienił nazwę na Cobreandino. W mieście istniał założony w roku 1978 klub o początkowej nazwie Casa Anny, która w 1991 zmieniona została na Provincial Los Andes. W 1992 kluby Cobreadino i Provincial Los Andes dokonały fuzji, tworząc klub Deportes Los Andes. W 1998 roku klub przyjął obecną nazwę - Trasandino. Obecnie klub występuje w trzeciej lidze chilijskiej - Tercera división chilena.

## Stadion
Klub rozgrywa obecnie swoje mecze na stadionie Estadio Regional de Los Andes, mającym 3313 miejsc. Stadion oddany został do użytku stosunkowo niedawno - 19 marca 1996.